# 박보미
박보미(1989년 4월 10일 ~ )는 대한민국의 배우이다.

## 생애
2009년 연극배우 첫 데뷔한 그녀는 2014년 KBS 29기 공채 개그우먼으로 데뷔했고, 2017년에 배우로 전향했다. 동갑인 축구선수 박요한과 결혼해서 아들을 낳았지만, 2023년에 심장질환으로 사망하였다.

## 학력
- 서울예술대학교 연기과 전문학사 (졸업)

## 경력
- 한국방송공사 제29기 개그우먼

## 출연 작품

### 드라마
- 2017년 JTBC 금토드라마 《힘쎈여자 도봉순》 ... 나경심 역
- 2018년 KBS2 월화드라마 《너도 인간이니?》 ... PK그룹 경호원 수정 역
- 2018년 tvN 토일드라마 《미스터 션샤인》 ... 윤남종 역
- 2019년 JTBC 월화드라마 《꽃파당: 조선혼담공작소》 ... 춘심 역
- 2020년 넷플릭스 《인간수업》... 민주 역
- 2023년 웹드라마 《프레시우먼》

### 예능
- 《모여라 딩동댕》 (EBS) 달이 역
- 《SNL 코리아 시즌 4》 (tvN) 스머팬티
- 《개그콘서트》(KBS2)

〈달라스〉
〈끝사랑〉
〈힙합의 신〉
〈은밀하게 연애하게〉신입경찰 역
〈핵존심〉
〈민상토론〉
〈리액션 야구단〉
〈유.전.자 (유행어를 전파하는 자)〉

### 뮤지컬
- 2013년 《우리 영웅 번개맨》
- 2013년 《디셈버》

### 광고
- 2015년 코리아드라이브 1577-1577 대리운전(신동엽과 함께 출연)